# الکساندر کریستیچ
الکساندر کریستیچ (صربی: Aleksandar Kristić؛ زادهٔ ۵ اکتبر ۱۹۷۰) بازیکن فوتبال اهل صربستان است.
از باشگاه‌هایی که در آن بازی کرده‌است می‌توان به باشگاه فوتبال ستاره سرخ بلگراد، باشگاه فوتبال بئوگراد، باشگاه فوتبال دیگرفوش، و باشگاه فوتبال سالرنیتانا اشاره کرد.
وی همچنین در تیم ملی فوتبال صربستان و مونته‌نگرو بازی کرده‌است.